# Регистарске ознаке у Русији
У Русији, регистарске ознаке се углавном састоје од једног слова, после којег следе три цифре па потом два слова, и на крају двоцифрен или троцифрен код федералног субјекта. Испод кода субјекта се налази застава Русије а поред ње, са десне стране, налази се међународна ауто-ознака RUS. Стандард који је у употреби, уведен је крајем 1993. године, којима су замењене регистарске ознаке које су се користиле још у Совјетском Савезу од 1977. године.

## Формати
Сва слова која су у употреби су искључиво она која изгледају исто у латиници и ћирилици без обзира на начин изговарања, а то су слова: А, В, Е, К, М, Н, О, Р, С, Т, У и Х. На таблицама све цифре не могу бити нуле у исто време, па се серијски бројеви крећу од 001 до 999. Због броја могућих комбинација по коду субјекта (1.726.272), то ствара проблем у неким већим регионима, због којег они имају више кодова. Једно од решења јесте да се поново издају таблице које су већ биле једном регистроване па потом истекле. Троцифрени код се прави тако што се на постојећи двоцифрени код дода цифра 1 или 7 са леве стране.
Заставу Русије имају само регистарске ознаке за приколице, као и оне "обичне" (за путничка возила, камионе и слично). Међутим, неке од најстаријих таблица нису је уопште имале.
- Обичне таблице се састоје од једног слова, три цифре, два слова и регионалног код са десне стране.
- Таблице за приколице имају два слова, потом четири цифре и регионални код са десне стране.
- Мотоцикли, мопеди и скутери имају квадратасте таблице, на којима се налазе четири цифре на горњој половини, а на доњој се налазе два слова и регионални код.
- Регистарске ознаке за возила полиције имају једно слово, потом четири цифре и регионални код са десне стране. Комбинација боја која се користи јесу бели знакови на плавој позадини.
- Регистарске ознаке за возила у власништву дипломата имају беле знакове на црвеној позадини. Амбасадори имају формат од три цифре, потом слова CD, једна цифра и регионални код, а дипломате имају три цифре, потом слово D, три цифре и регионални код. Почетне три цифре означавају државу или организацију из које потиче дипломата (нпр. 001 = Уједињено Краљевство, 004 = САД, 093 = Србија).
- Таблице за возила за јавни транспорт (аутобуси, лиценцирани таксији и сл.) имају два слова, потом три цифре и регионални код са десне стране. Комбинација боја која се користи јесу црни знакови на жутој позадини.
- Војне таблице имају беле знакове на црној позадини. Њихов формат је четири цифре, потом два слова и на крају две цифре. Међутим, две крајње цифре не означавају код субјекта, него грану војске.
- Привремене и транзитне таблице се праве од ламинираног папира, састоје се од два слова, потом три цифре, једно слово и регионални код. Међутим, део таблице са регионалним кодом и ауто-ознаком Русије је обојен у жуто, а остатак таблице је у белом. На њима се налази застава Русије.
- Таблица за возила која се извозе, састоје се од слова "Т", после којег следе два слова, три цифре и регионални код.

## Ознаке субјекта
| Код(ови)                                      | Субјекат                                                          |
| --------------------------------------------- | ----------------------------------------------------------------- |
| 01                                            | Адигеја                                                           |
| 02, 102, 702                                  | Башкортостан                                                      |
| 03                                            | Бурјатија                                                         |
| 04                                            | Република Алтај                                                   |
| 05                                            | Дагестан                                                          |
| 06                                            | Ингушетија                                                        |
| 07                                            | Кабардино-Балкарија                                               |
| 08                                            | Калмикија                                                         |
| 09                                            | Карачајево-Черкезија                                              |
| 10                                            | Карелија                                                          |
| 11                                            | Комија                                                            |
| 12                                            | Мариј Ел                                                          |
| 13, 113                                       | Мордовија                                                         |
| 14                                            | Јакутија                                                          |
| 15                                            | Северна Осетија                                                   |
| 16, 116, 716                                  | Татарстан                                                         |
| 17                                            | Тува                                                              |
| 18                                            | Удмуртија                                                         |
| 19                                            | Хакасија                                                          |
| (20), 95                                      | Чеченија                                                          |
| 21, 121                                       | Чувашија                                                          |
| 22, 122                                       | Алтајска Покрајина                                                |
| 23, 93, 123, 193                              | Краснодарска Покрајина                                            |
| 24, 84, 88, 124                               | Краснојарска Покрајина                                            |
| 25, 125                                       | Приморска Покрајина                                               |
| 26, 126                                       | Ставропољска Покрајина                                            |
| 27                                            | Хабаровска Покрајина                                              |
| 28                                            | Амурска област                                                    |
| 29                                            | Архангељска област                                                |
| 30                                            | Астраханска област                                                |
| 31                                            | Белгородска област                                                |
| 32                                            | Брјанска област                                                   |
| 33                                            | Владимирска област                                                |
| 34, 134                                       | Волгоградска област                                               |
| 35                                            | Вологодска област                                                 |
| 36, 136                                       | Вороњешка област                                                  |
| 37                                            | Ивановска област                                                  |
| 38, 85, 138                                   | Иркутска област                                                   |
| 39, 91                                        | Калињинградска област                                             |
| 40                                            | Калушка област                                                    |
| 41, 82                                        | Камчатска Покрајина                                               |
| 42, 142                                       | Кемеровска област                                                 |
| 43                                            | Кировска област                                                   |
| 44                                            | Костромска област                                                 |
| 45                                            | Курганска област                                                  |
| 46                                            | Курска област                                                     |
| 47, 147                                       | Лењинградска област                                               |
| 48                                            | Липецка област                                                    |
| 49                                            | Магаданска област                                                 |
| 50, 90, 150, 190, 750, 790                    | Московска област                                                  |
| 51                                            | Мурманска област                                                  |
| 52, 152                                       | Нижегородска област                                               |
| 53                                            | Новгородска област                                                |
| 54, 154                                       | Новосибирска област                                               |
| 55                                            | Омска област                                                      |
| 56, 156                                       | Оренбуршка област                                                 |
| 57                                            | Орловска област                                                   |
| 58                                            | Пензенска област                                                  |
| 59, 81, 159                                   | Пермска Покрајина                                                 |
| 60                                            | Псковска област                                                   |
| 61, 161, 761                                  | Ростовска област                                                  |
| 62                                            | Рјазањска област                                                  |
| 63, 163, 763                                  | Самарска област                                                   |
| 64, 164                                       | Саратовска област                                                 |
| 65                                            | Сахалинска област                                                 |
| 66, 96, 196                                   | Свердловска област                                                |
| 67                                            | Смоленска област                                                  |
| 68                                            | Тамбовска област                                                  |
| 69                                            | Тверска област                                                    |
| 70                                            | Томска област                                                     |
| 71                                            | Туљска област                                                     |
| 72                                            | Тјуменска област                                                  |
| 73, 173                                       | Уљановска област                                                  |
| 74, 174, 774                                  | Чељабинска област                                                 |
| 75, 80                                        | Забајкалска Покрајина                                             |
| 76                                            | Јарославска област                                                |
| 77, 97, 99, 177, 197, 199, 777, 797, 799, 977 | Москва                                                            |
| 78, 98, 178, 198                              | Санкт Петербург                                                   |
| 79                                            | Јеврејска аутономна област                                        |
| 80, 180                                       | Доњецка Народна Република                                         |
| 81, 181                                       | Луганска Народна Република                                        |
| 82                                            | Република Крим                                                    |
| 83                                            | Ненеција                                                          |
| 84, 184                                       | Херсонска област                                                  |
| 85, 185                                       | Запорошка област                                                  |
| 86, 186                                       | Хантија-Мансија                                                   |
| 87                                            | Чукотка                                                           |
| 89                                            | Јамалија                                                          |
| 92                                            | Севастопољ                                                        |
| 94                                            | Територије изван Русије које су под њеном управом (нпр. Бајконур) |